# Globia oblonga

Globia oblonga är en fjärilsart som beskrevs av Augustus Radcliffe Grote 1882. Globia oblonga ingår i släktet Globia och familjen nattflyn, Noctuidae.  Arten är väl spridd i Nordamerika och förekommer i södra Kanada från British Columbia till Kanadensiska kustprovinserna, söder ut i USA ner till Mexikanska golfen i öster och södra Kalifornien i väster. Inga underarter finns listade i LepIndex, NHM.